# Аллуччи, Кармела
Кармела (Лилли) Аллуччи (итал. Carmela Allucci; род. 22 июня 1970, Неаполь) — итальянская ватерполистка, выступавшая за национальную сборную Италии по водному поло в период 1991—2004 годов. Чемпионка летних Олимпийских игр в Афинах, двукратная чемпионка мира, четырёхкратная чемпионка Европы.

## Биография
Кармела Аллуччи родилась 22 июня 1970 года в Неаполе, Италия. Заниматься плаванием и водным поло начала в возрасте шести лет. На клубном уровне выступала за команду «Вольтурно», в период 1985—1991 семь раз подряд побеждала с ней на чемпионате Италии, позже перешла в команду «Фиренце Паллануото» из Флоренции.
Привлекалась в национальную сборную Италии с пятнадцатилетнего возраста. Первого серьёзного успеха на международной арене добилась в 1991 году, когда стала бронзовой призёркой чемпионата Европы в Афинах.
В 1994 году сыграла на домашнем мировом первенстве в Риме и получила в зачёте женского водного поло бронзу.
Занимала первые места на европейских первенствах 1995 и 1997 годов.
В сезоне 1998 года выступила на чемпионате мира в Перте, где вместе со своей командой взяла верх над всеми соперницами и завоевала золотую медаль.
В 1999 году одержала победу на домашнем чемпионате Европы в Прато и стала бронзовой призёркой Кубка мира в Виннипеге — в полуфинале итальянки со счётом 4:7 уступили Нидерландам, но в утешительном матче за третье место 6:5 выиграли у Венгрии.
На мировом первенстве 2001 года в Фукуоке Аллуччи вновь завоевала золото, став таким образом двукратной чемпионкой мира по водному поло. Привезла серебряную награду с чемпионата Европы в Будапеште, потерпев поражение в финале от венгерской сборной.
В 2003 году побывала на чемпионате мира в Барселоне, откуда привезла награду серебряного достоинства — в решающем финальном матче итальянские ватерполистки встретились со сборной США и проиграли ей со счётом 6:8. Взяла золото на европейском первенстве в Любляне.
Благодаря череде удачных выступлений Кармела Аллуччи удостоилась права защищать честь страны на летних Олимпийских играх 2004 года в Афинах — под руководством тренера Пьерлуиджи Формикони итальянская команда благополучно прошла всех оппонентов по турнирной сетке, несмотря на проигрыш в стартовом матче на групповом этапе, и стала победительницей этого олимпийского турнира. Аллуччи играла в статусе капитана и отметилась одним заброшенным мячом. На церемонии закрытия Игр ей доверили нести знамя своей страны.
Награждена орденами «За заслуги перед Итальянской Республикой» в степенях кавалера (2003) и командора (2004).